# Welcome (Daði Freyr)
Welcome è il secondo EP del cantante islandese Daði Freyr, pubblicato il 21 maggio 2021 dalla AWAL.

## Descrizione
Il disco contiene i singoli Think About Things e 10 Years, con cui il cantante ha rappresentato il suo paese rispettivamente all'Eurovision Song Contest 2020 (edizione cancellata) e all'Eurovision Song Contest 2021 (dove ha conquistato il 4º posto nella finale).

## Tracce
1. 10 Years – 2:46
2. Clear My Mind – 3:07
3. Think About Things – 2:53
4. Somebody Else Now – 3:09
5. Feel the Love (with Ásdís) – 3:15
6. 10 Years (Chromeo Remix) – 2:43

## Classifiche
| Classifica (2021) | Posizione massima |
| ----------------- | ----------------- |
| Finlandia         | 23                |
| Islanda           | 17                |
| Lituania          | 5                 |